# Brisa de Ángelis
Brisa De Ángelis (Rosario, Santa Fe, Argentina; 30 de septiembre de 2002) es una futbolista argentina. Juega de delantera en UAI Urquiza de la Primera División A de Argentina. Fue internacional con la selección sub-20 de Argentina.

## Trayectoria

### Inicios
Comenzó jugando al fútbol desde niña con familiares y amigos, se inició futbolísticamente en el club Renato Cesarini de su Rosario natal. Permaneció en el equipo desde la temporada 2019 hasta mediados de 2020.

### Almirante Brown
En agosto de 2020 se anuncia como refuerzo para el cuadro aurinegro. Conjunto al cual llegó al recibir una propuesta luego de haber representado al seleccionado sub-20 de Argentina. Esta fue su primera experiencia en competencias oficiales de AFA.

### Ferro Carril Oeste
A inicio de 2022 se suma a las Pibas del Oeste. En enero de 2023 renueva su vínculo hasta diciembre de dicho año.

### UAI Urquiza
En agosto de 2023 se convirtió en refuerzo de las Guerreras.

## Estadísticas

### Clubes
| Club               | País      | Año             |
| ------------------ | --------- | --------------- |
| Renato Cesarini    | Argentina | 2019 - 2020     |
| Almirante Brown    | Argentina | 2020 - 2022     |
| Ferro Carril Oeste | Argentina | 2022 - 2023     |
| UAI Urquiza        | Argentina | 2023 - presente |